# Марісса Рібізі
Сантіна Марісса Рібізі (англ. Santina Marissa Ribisi; нар. 17 грудня 1974) — американська акторка, відома ролями у фільмах «Під кайфом та збентежені» (1993), «Сімейка Бреді» (1995), «Плезантвіль» (1998), «Справжній злочин» (1999), «Кафе „Донс Плам“» (2001), а також у таких телешоу, як «Фелісіті», «Друзі», «Грейс у вогні», «Спостереження за Еллі» та «Казки міста». Вона є сестрою-близнючкою актора Джованні Рібізі.

## Раннє життя
Народилася 17 грудня 1974 року в Лос-Анджелесі, штат Каліфорнія. Почала зніматися, коли їй було дев'ять років. Її брат-близнюк Джованні також є актором та, як і Марісса, — саєнтологом.

## Кар'єра
Рудоволоса від природи Рібізі вперше з'явилася на телебаченні в 1988 році, зігравши другорядну рудоволосу персонажку на ім'я Джинджер в епізоді «She'll Get Over It» телесеріалу «Мої два тати». За цим послідували подібні короткі появи в «Рятувальниках Малібу» («Old Friends», 1990), «Управлінні боротьби з наркотиками» (1991) та мінісеріалі «Казки міста» (1993, роль портьє).
Перша роль Рібізі в повнометражному фільмі — «Під кайфом та збентежені» 1993 року, де вона знялася разом із Меттью Мак-Конагей та Адамом Голдбергом, які тоді, як і Рібізі, були невідомі. Акторка зіграла Синтію, соціально маргіналізовану дівчину, яка втікає разом із двома балакучими аутсайдерами (Адам Голдберг і Ентоні Репп).
У 1998 році Рібізі стала співавторкою сценарію фільму «Дещо про дівчат», в якому також знялася разом із Джульєтт Льюїс, Майклом Рапапортом і Джованні Рібізі. Фільм, знятий режисером Рорі Келлі, розповідає історію невпевнених молодих жінок, які шукають довготривалих стосунків у Лос-Анджелесі 1990-х років. Вона зіграла ролі у фільмах «Справжній злочин», «Сімейка Бреді», «Плезантвіль» і «Кафе „Донс Плам“». Вона також з'явилася в телевізійних шоу, таких як «Фелісіті», «Друзі», «Грейс у вогні» і «Спостереження за Еллі», а також у телевізійному мінісеріалі «Казки міста».
Вона також з'явилася в короткочасному телесеріалі «Дорослі» з 1999 по 2000 рік. У 2001 році вона зіграла роль Дори у фільмі «100 дівчат і одна в ліфті». У жовтні 2007 року Рібізі в партнерстві із Софією Бенкс запустила модну лінію Whitley Kros.

## Особисте життя
У квітні 2004 року Рібізі вийшла заміж за музиканта та актора звукозапису Бека Гансена, незадовго до народження їхнього сина Козімо Анрі. Друга дитина пари, донька Тьюзді, народилася у 2007 році. 15 лютого 2019 року Бек подав на розлучення з Рібізі після майже 15 років шлюбу. Процес розлучення завершено 3 вересня 2021 року.

## Фільмографія

### Кіно
| Рік  | Назва                     | Оригінальна назва       | Роль        |
| ---- | ------------------------- | ----------------------- | ----------- |
| 1993 | Під кайфом та збентежені  | Dazed and Confused      | Синтія Данн |
| 1995 | Сімейка Бреді             | The Brady Bunch Movie   | Голлі       |
| 1995 | Забути і згадати          | Kicking and Screaming   | Шарлотта    |
| 1996 |                           | The Size of Watermelons | Ліззі       |
| 1996 |                           | Not Again!              | Рита        |
| 1997 |                           | Changing Habits         | Ерін        |
| 1997 | У пошуках Лоли            | Looking for Lola        | Бабс        |
| 1997 |                           | Dinner and Driving      | Дженіс      |
| 1998 |                           | Some Girl               | Енджі       |
| 1998 | Плезантвіль               | Pleasantville           | Кіммі       |
| 1998 |                           | Wild Horses             | Дакота      |
| 1999 | Справжній злочин          | True Crime              | Емі Вілсон  |
| 2000 | 100 дівчат і одна в ліфті | 100 Girls               | Дора        |
| 2001 | Кафе «Донс Плам»          | Don's Plum              | Трейсі      |
| 2001 | Согласно Спенсеру         | According to Spencer    | Венді       |

### Телебачення
| Рік       | Назва                 | Оригінальна назва         | Роль           | Примітки             |
| --------- | --------------------- | ------------------------- | -------------- | -------------------- |
| 1988      | Мої два тати          | My Two Dads               | Джинджер       | 1 епізод             |
| 1990      | Рятувальники Малібу   | Baywatch                  | Пола           | 1 епізод             |
| 1991      |                       | DEA                       | Венді          | 1 епізод             |
| 1993      | Казки міста           | Tales of the City         | портьє         | мінісеріал, 1 епізод |
| 1994      | Грейс у вогні         | Grace Under Fire          | Шеллі Салліван | 1 епізод             |
| 1994      |                       | Reform School Girl        | Джоані Дюбуа   | телефільм            |
| 1994      | Бунтівне шосе         | Rebel Highway             | Джоані Дюбуа   | 1 епізод             |
| 1995      | Сібілл                | Cybill                    | Енні           | 1 епізод             |
| 1996      |                       | Encino Woman              | Фіона          | телефільм            |
| 1996      | Друзі                 | Friends                   | Бетсі          | 1 епізод             |
| 1997      | Секрети Голлівуду     | Hollywood Confidential    | Зої            | телефільм            |
| 1997      | Юніон-сквер           | Union Square              | Тереза         | 1 епізод             |
| 1998      | Покровитель брехунів  | The Patron Saint of Liars | Енджі          | телефільм            |
| 1998      | Фелісіті              | Felicity                  | Астрід         | 2 епізоди            |
| 1998–1999 |                       | Tracey Takes On…          | Деніз / Енджі  | 3 епізоди            |
| 1999–2000 | Дорослі               | Grown Ups                 | Шарі Гаммел    | 22 епізоди           |
| 2003      | Спостереження за Еллі | Watching Ellie            | Вероніка       | 1 епізод             |
| 2021      | На межі               | On the Verge              | Гелен          | 2 епізоди            |